# Konstantin Balmont

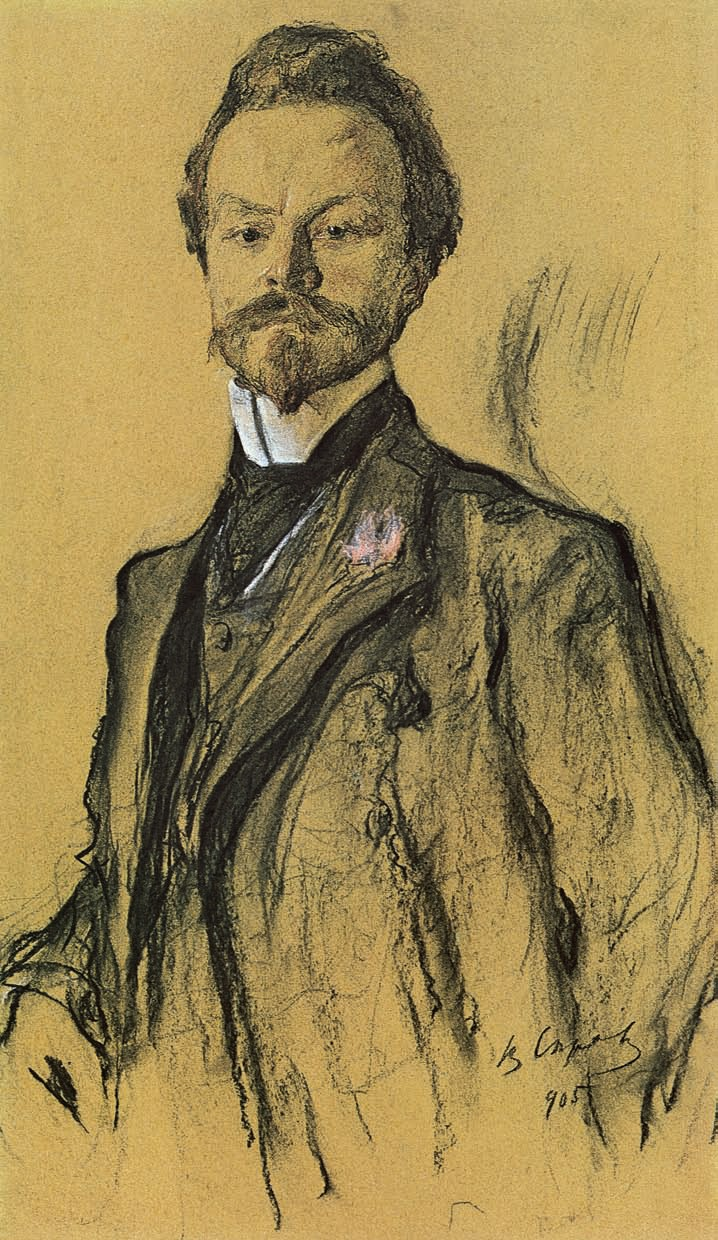
Portret Konstantina Balmonta (1905)

Konstantin Balmont, ros. Константин Дмитриевич Бальмонт (ur. 3 czerwca?/15 czerwca 1867 we wsi Gumniszczi w guberni włodzimierskiej, zm. 23 grudnia 1942 w Noisy-le-Grand) – rosyjski poeta symbolista. 

## Życiorys
W 1886 rozpoczął studia prawnicze na Uniwersytecie Moskiewskim, lecz wkrótce został zawieszony w prawach studenta za udział w protestach. Z powodu nieporozumień z pierwszą żoną usiłował popełnić samobójstwo. W roku 1901 za antypaństwowy wiersz „Maleńki sułtan” został pozbawiony prawa pobytu w miastach uniwersyteckich na okres trzech lat. 
Już w czasach studenckich rozpoczął Balmont przekłady z języków zachodnioeuropejskich, w tym z polskiego. Na przełomie stuleci wydał kilka tomów własnych poezji. Był członkiem moskiewskiej grupy "Błękitna róża". (Голубая роза). Poparł powstanie 1905 r. W końcu 1905 wyjechał do Paryża, do Rosji powrócił dopiero w roku 1913. Rewolucję lutową 1917 poparł entuzjastycznie, natomiast nie poparł rewolucji październikowej. 1920 przez Estonię i Niemcy wyemigrował do Francji. Wiele jeździł po krajach europejskich. Utrzymywał się z przekładów literackich. W roku 1932 zapadł na chorobę psychiczną. Zmarł w niedostatku w rosyjskim domu opieki we Francji.

## Twórczość
Konstantin Balmont znany jest jako twórca poezji intymnej i subiektywnej. Znany i ceniony był za kolorystykę poetycką, rozmaitość barw, drgań, refleksów świetlnych i cieni. Do jego najbardziej cenionych tomów wierszy należały Płonące gmachy (Горящие здания, 1900) i Bądźmy jak Słońce (Будем как Солнце, 1903).
Balmont był także tłumaczem poezji obcojęzycznej - dokonał m.in. przekładu poematu Dzwony Edgara Allana Poe, który posłużył za kanwę symfonii chóralnej Dzwony Rachmaninowa.